# Transsiberià
El Transsiberià (en rus: Транссиби́рская магистра́ль, Transsibírskaia maguistral o simplement Трансси́б, Transsib) és una xarxa ferroviària que uneix la Rússia europea amb l'Extrem Orient Rus. Des de 1916 uneix Moscou amb Vladivostok passant pel sud de la Sibèria. És el servei de tren continu més llarg del món, ja que recorre una distància de 9.288 km i travessa 8 fusos horaris. Disposa de branques que connecten amb el Kazakhstan, amb Mongòlia, amb la Xina i amb Corea del Nord.
Les obres van començar el 1891 sota la supervisió dels ministres del govern rus designats personalment pel Tsar Alexandre III i pel seu fill Nicolau II. La connexió Moscou-Vladivostok es va completar el 1916 i s'ha continuat millorant i ampliant des de llavors.

## Branques
Normalment s'associa el Tren Transsiberià amb la línia ferroviària transcontinental que uneix Moscou i Vladivostok travessant centenars de localitats de la Rússia asiàtica i europea. Amb 9.289 km i vuit dies de trajecte, és el tercer servei ferroviari continu més llarg del món després de Moscou-Pyongyang (10.267 km) i Kíev-Vladivostok (11.085 km) que no deixen de ser expansions de la línia Transsiberiana, seguint el mateix recorregut a la major part del trajecte.
La línia principal del Transsiberià comença a Moscou i passa per Iaroslavl, Kírov, Perm, Iekaterinburg, Tiumén, Omsk, Novossibirsk, Krasnoiarsk, Irkutsk, Ulan-Udè, Txità i Khabàrovsk fins a Vladivostok passant pel sud de Sibèria. Existeixen diverses variants d'aquest trajecte passant per llocs com ara Vladímir i Nijni Nóvgorod, o Kazan, o Samara, Ufà, Txeliàbinsk i Petropavl (al Kazakhstan). Segons la ruta concreta pot variar bastant el quilometratge recorregut entre Moscou i una mateixa estació concreta de Sibèria. Aquest trajecte també pot tenir expansions, com per exemple, els trens que connecten fins a Pyongyang.
La segona línia principal és la del Transmanxurià. Aquesta línia coincideix amb la del Transsiberià fins a la ciutat de Txità a uns mil quilòmetres a l'oest del llac Baikal. A partir d'allà el Transmanxurià es dirigeix cap a la Xina i arriba fins a Pequín. Aquesta línia estava pensada perquè els trens travessessin la Manxúria via Harbin i fins a Ussuriïsk on es pot reprendre la via principal del Transsiberià per acabar a Vladivostok. De fet, aquesta és la ruta més curta i històricament la primera que va existir per arribar a Vladivostok. Actualment no hi ha trens de passatgers que la segueixin (és a dir que entrin a la Xina des de Rússia per un costat i en surtin per l'altre), però és possible seguir-la fent algun transbord dins del territori xinès. El control de la branca sud, coneguda com el ferrocarril japonès de Manxúria del Sud des de 1906, es va convertir en casus belli per a la guerra russo-japonesa de 1904-1905, el conflicte sinosoviètic de 1929 i la segona guerra sino-japonesa de 1937 a 1945. La Unió Soviètica va retornar el control del ferrocarril oriental xinès a la República Popular de la Xina el 1952.
La tercera línia principal és la del Transmongolià, que coincideix amb la del Transsiberià fins a la ciutat d'Ulan-Udè, situada a la riba est del Baikal. A partir d'aquesta ciutat el Transmongolià es dirigeix cap a la capital de Mongòlia, Ulan Bator, i després segueix en direcció sud-est també fins a Pequín.

mapa general del recorregut del Ferrocarril Baikal-Amur

El 1991 es va completar una quarta ruta pel nord, després de més de cinc dècades d'obres esporàdiques. Aquesta línia, coneguda com a Baikal-Amur, és una extensió de la línia principal que comença a Taïxet, uns quants centenars de quilòmetres a l'oest del Baikal, i que el sobrepassa pel nord. La línia acaba al Pacífic a Sovétskaia Gàvan, però abans passa per la ciutat de Komsomolsk de l'Amur des d'on molts trens es desvien cap a Khabàrovsk per retornar a la línia principal del Transsiberià.

## Història

### Context i disseny
Les obres van començar a final del segle xix, quan el tsar Alexandre III encara estava en el poder. El desenvolupament de Sibèria es va veure dificultat per les males comunicacions de transport dins de la regió, així com amb la resta del país. A banda de la Ruta siberiana, no existien bons camins adequats per al transport sobre rodes. Durant uns cinc mesos de l'any, els rius eren els mitjans de transport principals. Durant la meitat freda de l'any, la càrrega i els passatgers van viatjar amb trineus tirats per cavalls sobre els camins a l'hivern, molts dels quals eren els mateixos rius, però coberts de gel.
El primer vaixell de vapor al riu Ob, el Osnova de Nikita Miasnikov, es va posar en marxa el 1844. Els inicis van ser difícils i no va ser fins al 1857 que la navegació amb vaixell de vapor va començar a desenvolupar-se a l'Ob de manera consistent. Els vaixells de vapor van començar a funcionar en el Ienissei en 1863, en el Lena i Amur, a la dècada de 1870.
Mentre que la relativa planícia de Sibèria Occidental era, almenys, bastant ben servida pel gegantí sistema del riu Ob-Irtix-Tobol-Txulim, els poderosos rius de Sibèria Oriental —com el Ienissei, el curs superior del riu Angarà i el Lena— eren majoritàriament navegables només en la direcció nord-sud. Un intent de remeiar en part la situació mitjançant la construcció del Canal d'Ob-Ienissei no va ser particularment reeixit. Només un ferrocarril podria ser una solució real als problemes de transport de la regió.
Els primers projectes ferroviaris a Sibèria van sorgir després de la finalització de la línia ferroviària Sant Petersburg-Moscou en 1851. Un dels primers va ser el projecte de Irkutsk-Txità, proposat per l'empresari nord-americà Perry Collins i recolzat pel ministre de Transport Constantine Possiet amb la intenció de connectar Moscou fins al riu Amur i, en conseqüència, amb l'oceà Pacífic. El governador de Sibèria, Nicolai Muraviov-Amurski, estava ansiós per avançar en la colonització de l'Orient Llunyà rus, però no va poder realitzar els seus plans, sempre que els colons van haver d'importar cereals i altres aliments de la Xina i Corea. Va ser per iniciativa de Muravyov que es van fer enquestes per a un ferrocarril a la regió de Jabarovsk.
Abans de 1880, el govern central va ignorar pràcticament aquests projectes, a causa de la debilitat de les empreses de Sibèria, una burocràcia maldestre i por al risc financer. El 1880, hi va haver un gran nombre de sol·licituds rebutjades i futurs d'autorització per a la construcció de vies fèrries per connectar Sibèria amb el Pacífic, però no l'est de Rússia. Això va preocupar el govern i va fer que connectés Sibèria amb Rússia central una preocupació urgent. El procés de disseny va durar deu anys. Juntament amb la ruta finalment construïda, es van proposar projectes alternatius: una ruta del sud, a través de Kazakhstan, Barnaul, Abakan i Mongòlia; i una ruta del nord, a través de Tiumén, Tobolsk, Tomsk, Ienisseisk i la moderna línia Baikal-Amur o fins i tot a través de Iakutsk.
La línia es divideix en set seccions, sobre la totalitat o la major part de les quals es va treballar simultàniament, utilitzant una mà d'obra de 90.000 homes. El cost total s'estima en 35 milions de lliures esterlines; la primera secció (de Txeliàbinsk al riu Ob) va ser acabat a un cost de 900.000 lliures esterlines menys de l'estimat. Els ferroviaris van oferir suggeriments per estalviar fons, per exemple, mitjançant la instal·lació dels transbordadors en lloc de ponts sobre els rius fins que el trànsit es va incrementar. Els dissenyadors van insistir i van assegurar la decisió de construir un ferrocarril ininterromput.
A diferència dels projectes privats rebutjats que pretenien connectar les ciutats existents i que necessitaven transport, el Transsiberià no tenia aquesta prioritat. Per tant, per estalviar diners i evitar enfrontaments amb els propietaris de les terres, es va decidir establir el ferrocarril fora de les ciutats existents. Tomsk era la ciutat més gran i la més desafortunada, ja que els bancs pantanosos del riu Ob a prop van ser considerats inadequats per a un pont. El ferrocarril va ser col·locat a 70 km al sud (en lloc de creuar l'Ob a Novo Nikolaevsk, més tard anomenat Novosibirsk); i simplement un ramal sense sortida el connectava amb Tomsk, privant a la ciutat del trànsit ferroviari de trànsit prospectiu i el comerç.

### Construcció

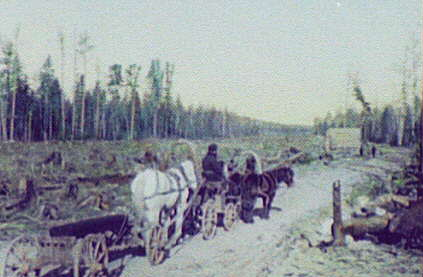
Desbrossament del dret de pas del ferrocarril de Sibèria Oriental, 1895

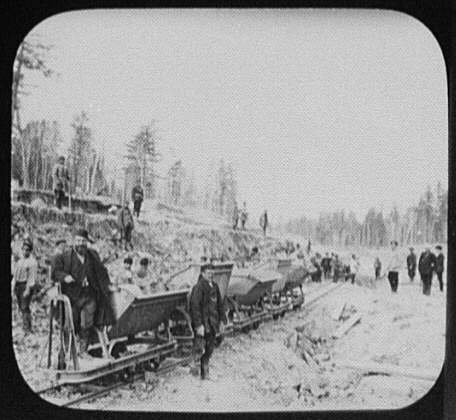
Treballs de construcció realitzats pels condemnats al ferrocarril de Sibèria Oriental prop de Khabarovsk, 1895

El 9 de març de 1891, el govern rus va emetre un rescripte imperial en el qual va anunciar la intenció de construir un ferrocarril a través de Sibèria. El tsarevitx Nicolau (el futur tsar Nicolau II) va inaugurar la construcció del ferrocarril a Vladivostok el 19 de maig d'aquell any.
El llac Baikal és més de 640 km llarg i més de 1600m de profund. Fins que es va construir el Ferrocarril Circum-Baikal, la línia acabava a banda i banda del llac. El ferri de tren trencagel SS Baikal construït el 1897 i el ferri més petit SS Angara construït cap a l'any 1900 van fer la travessia de quatre hores per enllaçar els dos caps de ferrocarril.

## Punt més alt
El punt més alt del Ferrocarril Transsiberià es troba al pas de Yablonovy a una altitud de 1.070 m situat a les muntanyes Iàblonoi, al Transbaikal (principalment al krai de Zabaikàlie), Sibèria, Rússia. El Ferrocarril Transsiberià passa per les muntanyes de Txità i va paral·lel a la serra abans de passar per un túnel per evitar les altures.

## Galeria

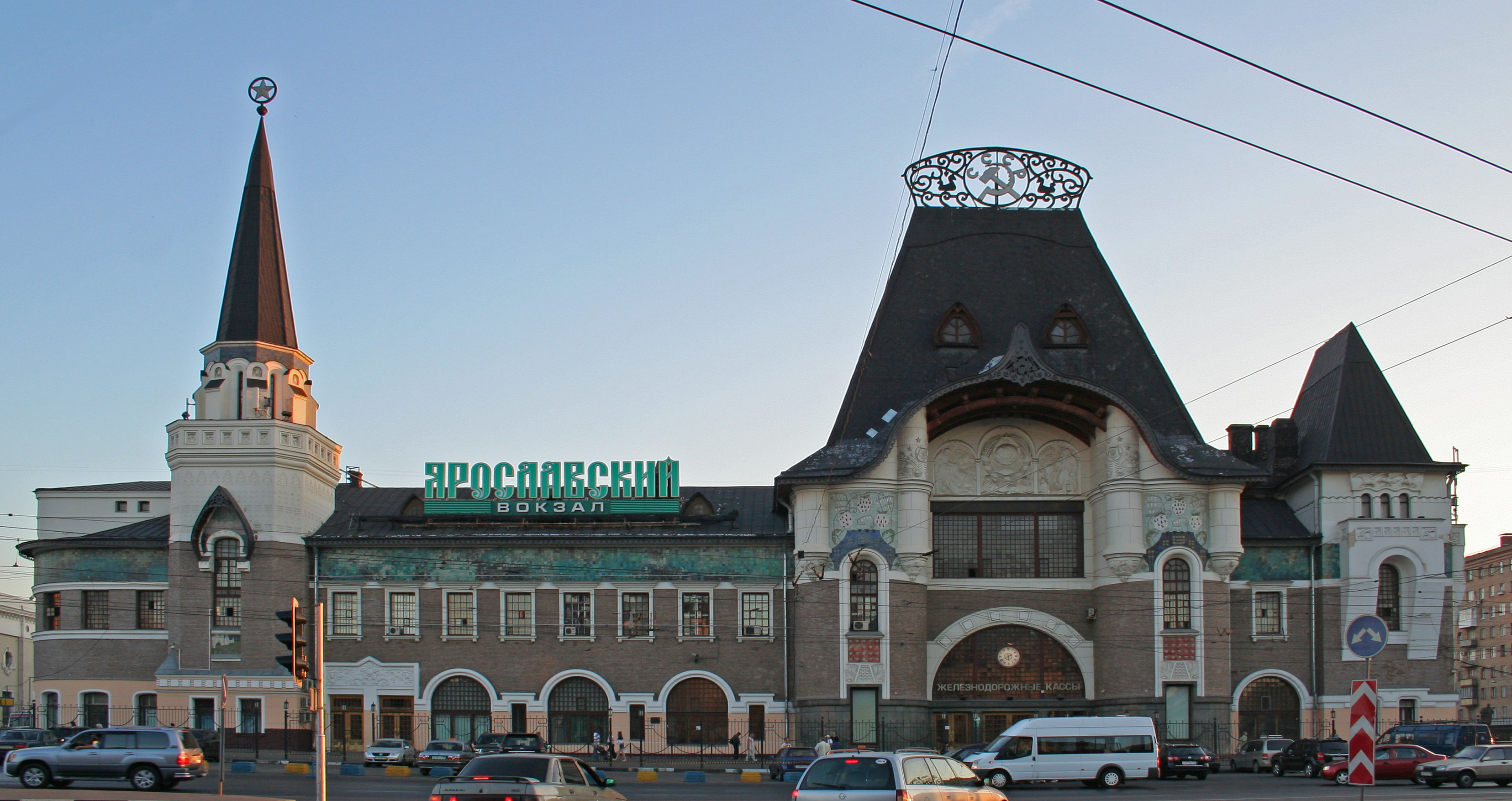
Inici del Transsiberià a Moscou
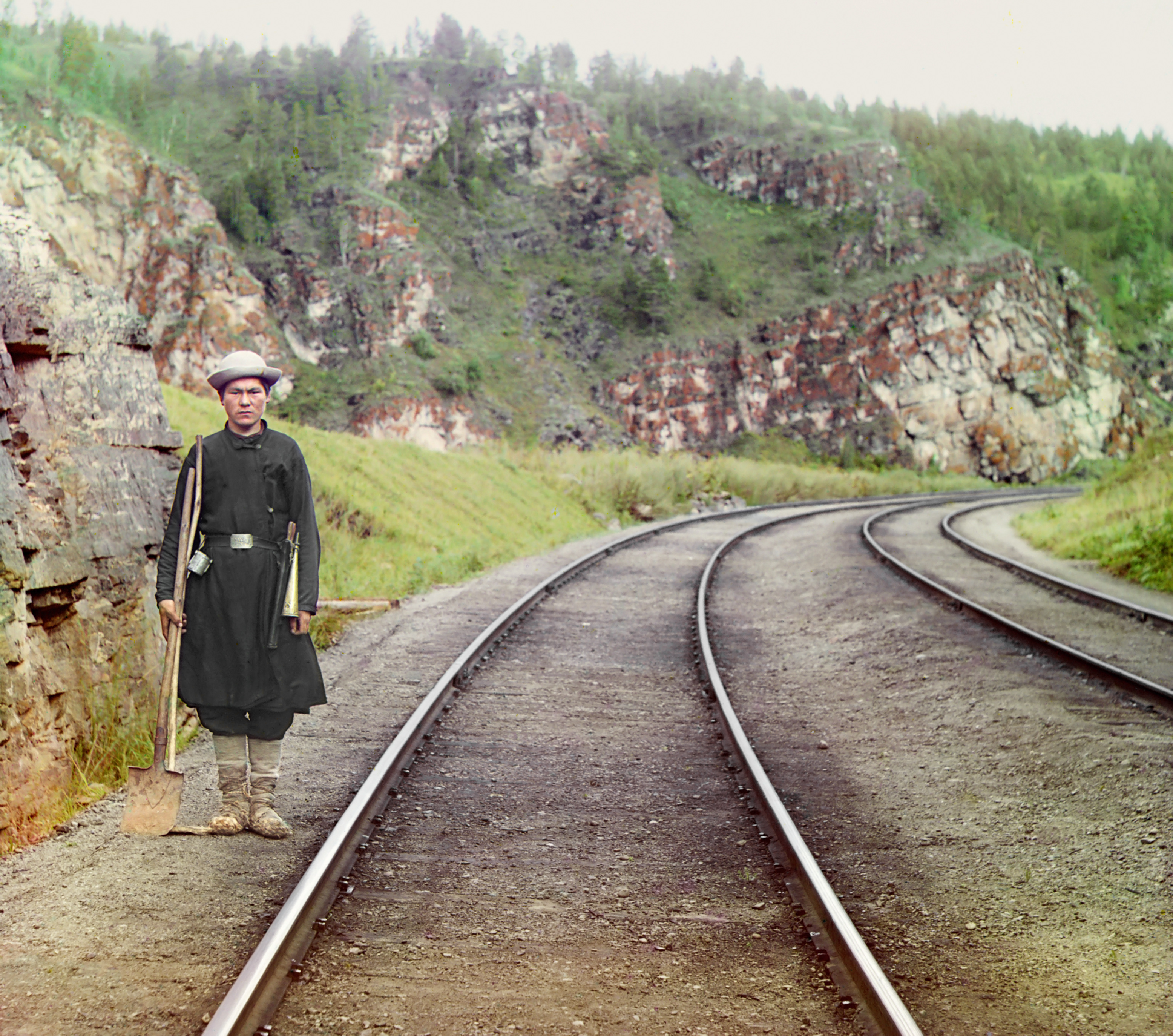
Operador baixkir d'un canvi d'agulles prop de Ust-Katav al Riu Iuriuzan entre Ufà i Txeliàbinsk, ca. 1910
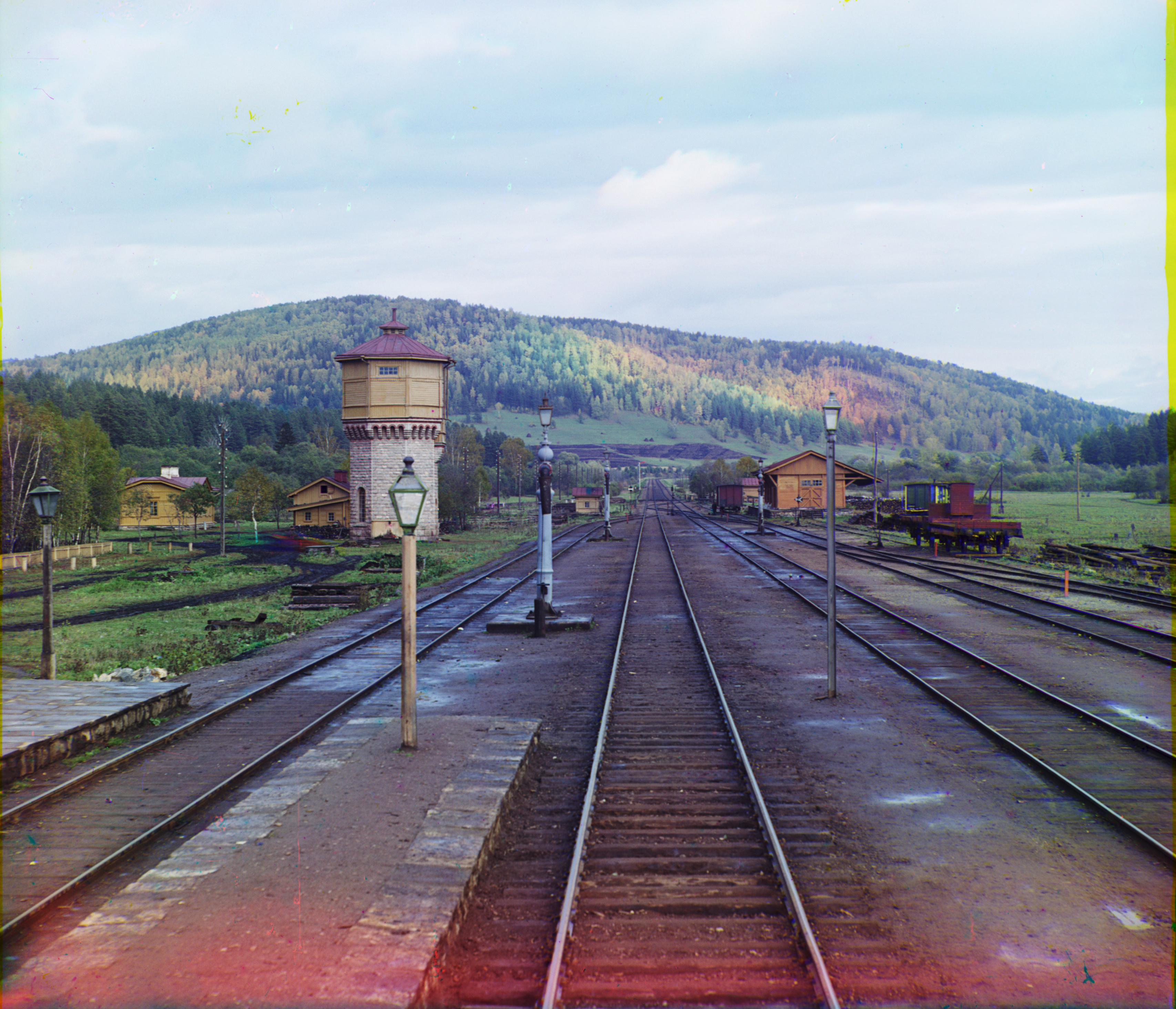
Estació de Simskaia al tram Samara-Zlatoüst, ca. 1910
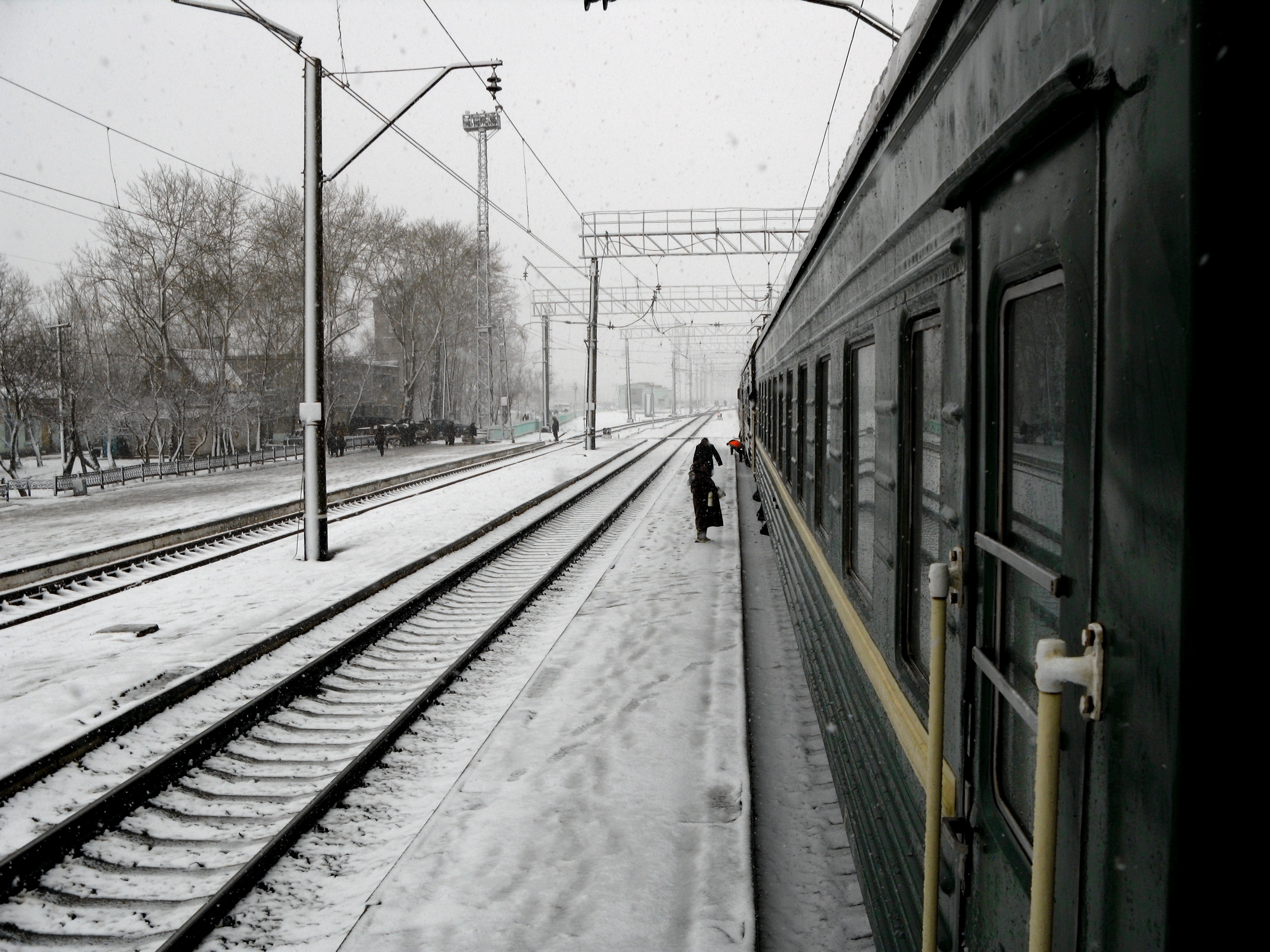
Neu a finals d'abril a l'estació de Nazivàievsk
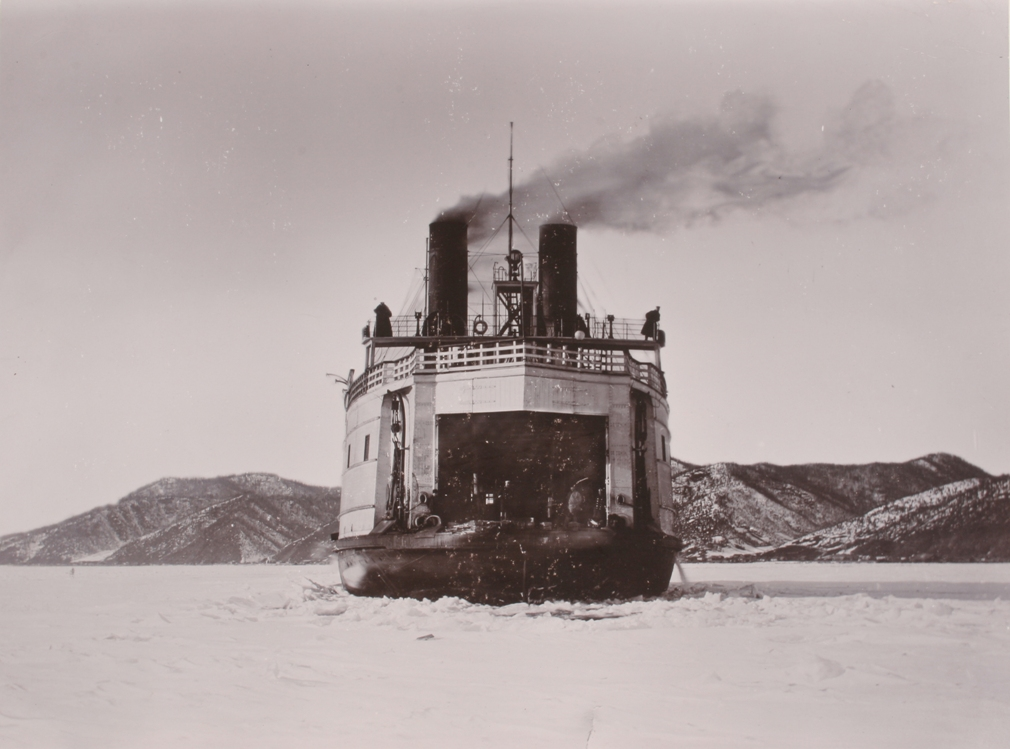
El vaixell trencaglaç SS Baikal fent el servei de transbordador del tren al llac Baikal
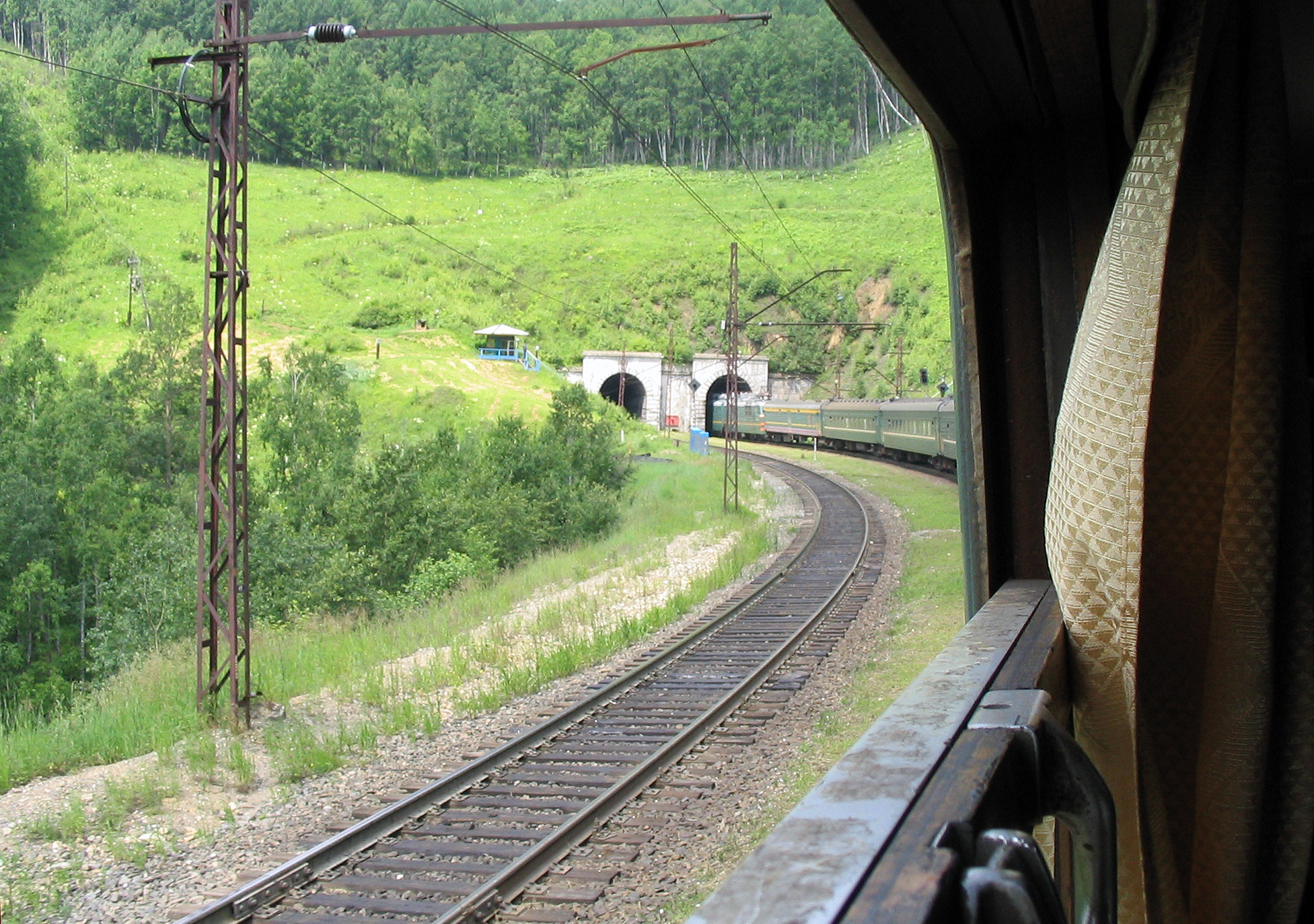
Un tren entrant a un túnel de la via Circumbaikal prop de Kultuk
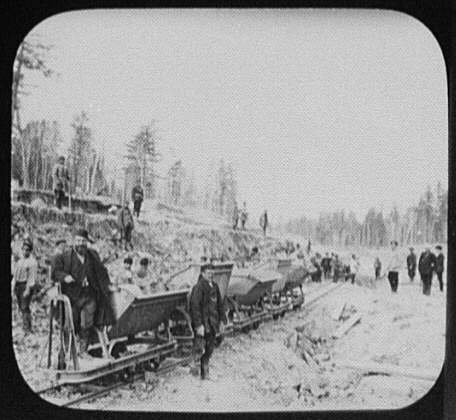
Feines de construcció prop de Khabàrovsk
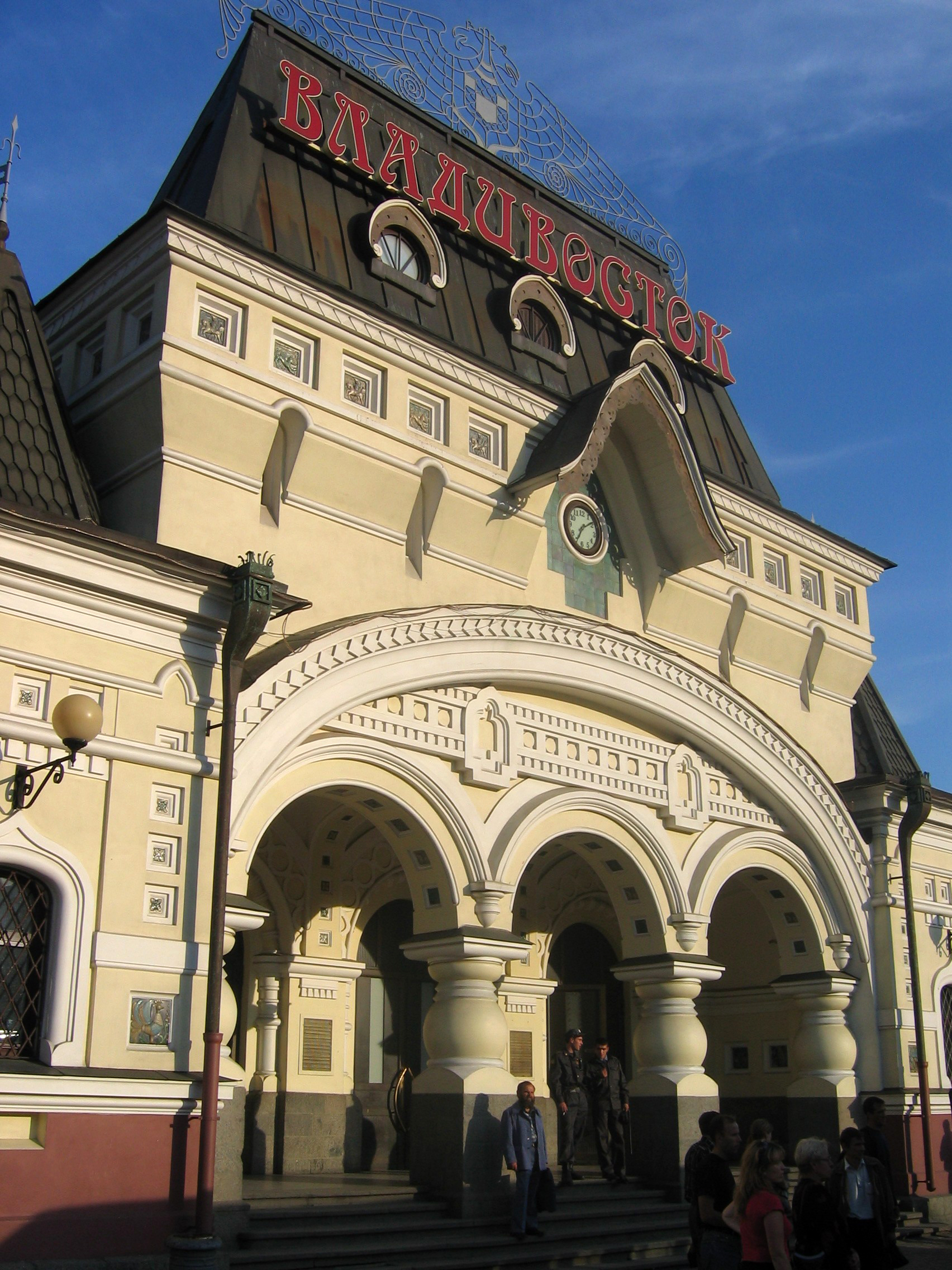
Vladivostok final del Transsiberià